# Suus
Suus (lateinisch für persönlich) ist ein Lied der kosovarischen Sängerin Rona Nishliu. Am 29. Dezember 2011 wurde es im Rahmen des albanischen Vorentscheids beim 50. Festivali i Këngës als albanischer Beitrag zum Eurovision Song Contest 2012 gewählt, der im Mai in Baku stattfand. Der Liedtext ist in Albanisch verfasst.

## Hintergrund und Entstehung
Bei Suus handelt es sich um eine „insbesondere im Refrain klagende Ballade“, ein Klagelied. Nishliu erklärte, dass das Lied auf persönlichen Erlebnissen beruhe. Es handle von schwierigen Zeiten und dass es immer einen Ausweg aus Problemen gibt, den man finden muss.

## Vorbereitungen auf den Eurovision Song Contest
Die beim Festivali i Këngës vorgestellte Fassung hat eine Länge von knapp viereinhalb Minuten. Für den Eurovision Song Contest musste es auf drei Minuten gekürzt werden, wobei insbesondere ein längeres Instrumental in der Mitte des Liedes wegfiel. Ansonsten wurde der Titel nicht grundlegend verändert. Im Gegensatz zu 26 der 42 Teilnehmer sang Rona Nishliu das Lied im Wettbewerb nicht in englischer Sprache, da die Originalsprache ihrer Ansicht nach am wirkungsvollsten sei.
RTSH ließ die Eurovisions-Version des Lieds in Studios in Los Angeles aufnehmen. Es wurde zudem ein Musikvideo produziert. Außerdem wurde eine Jazz-Version des Liedes mit englischem Text veröffentlicht. Die gekürzte Version war Teil des Eurovisions-Samplers. Die originale Version war Teil des Samplers des 50. Festivali i Këngës, welcher jedoch nicht mehr erhältlich ist.

## Eurovision Song Contest in Baku

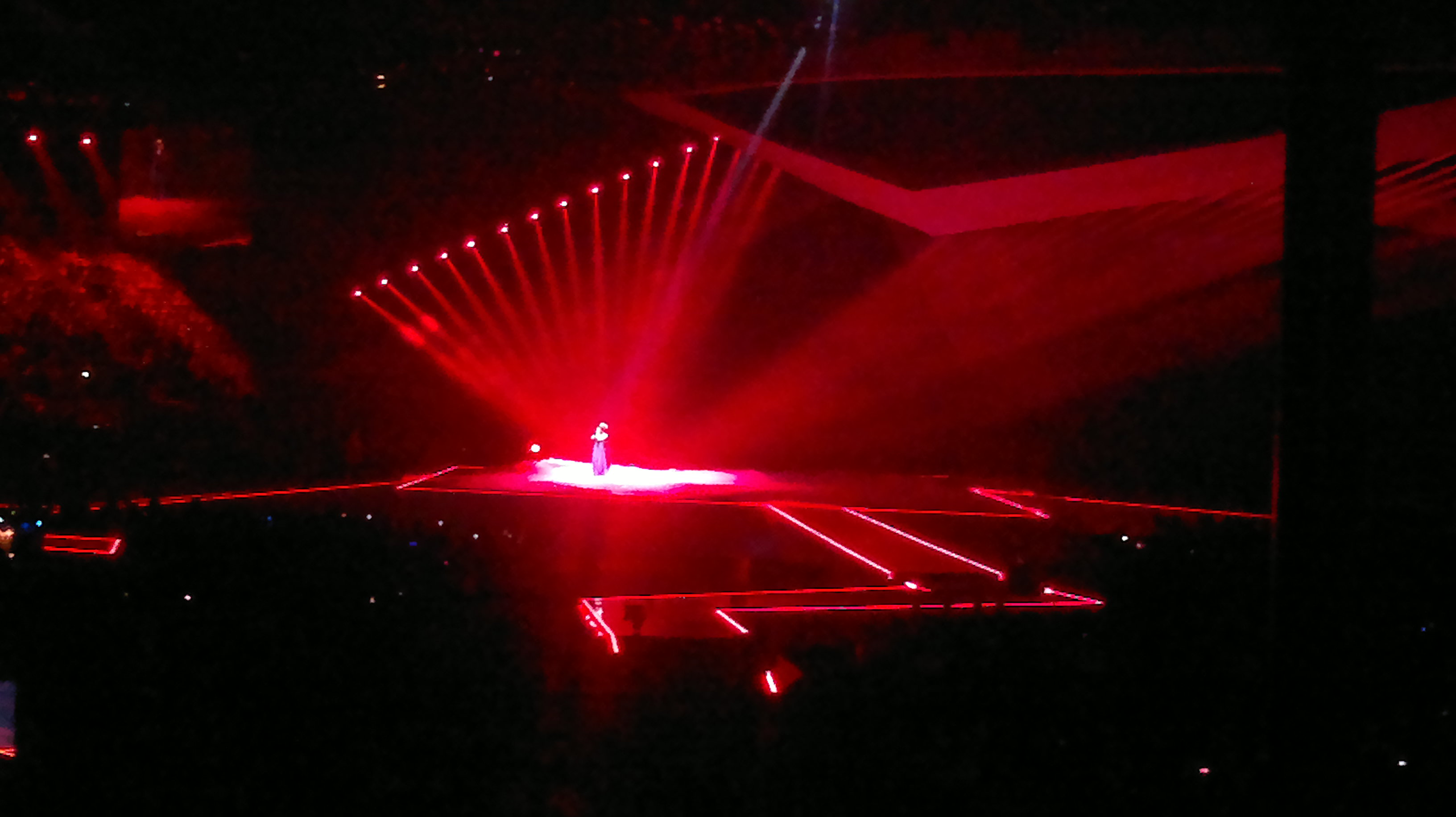
Rona Nishliu auf der Bühne beim Halbfinale des Eurovision Song Contest 2012

Im ersten Halbfinale vom 22. Mai, bei dem 18 Länder auftraten, erreichte Albanien mit 146 Punkten den zweiten Platz und qualifizierte sich so mit Suus für das Finale am 26. Mai 2012. Das Lied war unter den Beobachtern des Festivals umstritten: Viele würdigten die sängerischen und musikalischen Qualitäten des Vortrags, die anderen hatten Mühe mit dem traurigen, schrillen Gesang.

„‚Das Morgen wird nichts bringen als hoffnungslose Hoffnung und Irrsinn‘, sang sie und schrie, so gellend, dass viele Songcontest-Seher noch am nächsten Tag erzählten, sie hätten ja viel Nettes von vielen Nationen gehört, aber diese Albanerin sei doch zu arg gewesen …“

Beim Finale am 26. Mai bekam Rona Nishliu 146 Punkte und belegte somit den 5. von insgesamt 26 Plätzen. Sie erzielte damit das beste Ergebnis für Albanien, seitdem das Land 2004 ihre erste Vertreterin Anjeza Shahini mit The Image of You geschickt hatte. Shahini belegte damals den 7. Platz.